# Junioren-Badmintonsüdamerikameisterschaft 2016
Die Junioren-Badmintonsüdamerikameisterschaft 2016 fand vom 7. bis zum 14. Dezember 2016 in Lima in Peru statt.

## Sieger und Platzierte U11
| Disziplin    | Gold                                        | Silber                                          | Bronze                                         |
| ------------ | ------------------------------------------- | ----------------------------------------------- | ---------------------------------------------- |
| Herreneinzel | Ian Moromisato Namisato                     | José María Rendón Chirinos                      | Bruno Alonso                                   |
| Herreneinzel | Ian Moromisato Namisato                     | José María Rendón Chirinos                      | Gonzalo Castillo Salazar                       |
| Dameneinzel  | Talli Chomchey Rivera                       | Mirei Moromisato Kina                           | Estefanía Canchanya Caycho                     |
| Dameneinzel  | Talli Chomchey Rivera                       | Mirei Moromisato Kina                           | Rosa Quilodran                                 |
| Herrendoppel | Ian Moromisato Namisato Vasco Belmont       | Bruno Alonso Luiz Mai Chen                      | Ian Brandes Augusto José María Rendón Chirinos |
| Herrendoppel | Ian Moromisato Namisato Vasco Belmont       | Bruno Alonso Luiz Mai Chen                      | Gonzalo Castillo Salazar Marcelo Novoa Aservi  |
| Damendoppel  | Mirei Moromisato Kina Talli Chomchey Rivera | Estefanía Canchanya Caycho Shary Andrade Yanque | Javiera Pantoja Rosa Quilodran                 |
| Damendoppel  | Mirei Moromisato Kina Talli Chomchey Rivera | Estefanía Canchanya Caycho Shary Andrade Yanque | Tatiana Muñoz Valeria Santos                   |
| Mixed        | Talli Chomchey Rivera Vasco Belmont         | Shary Andrade Yanque Marcelo Novoa Aservi       | Mirei Moromisato Kina Ian Moromisato Namisato  |
| Mixed        | Talli Chomchey Rivera Vasco Belmont         | Shary Andrade Yanque Marcelo Novoa Aservi       | Estefanía Canchanya Caycho Ian Brandes Augusto |

## Sieger und Platzierte U13
| Disziplin    | Gold                                                   | Silber                                                  | Bronze                                                |
| ------------ | ------------------------------------------------------ | ------------------------------------------------------- | ----------------------------------------------------- |
| Herreneinzel | Adriano Viale Aguirre                                  | Mariano Ernesto Velarde Alzamora                        | Henry Huebla                                          |
| Herreneinzel | Adriano Viale Aguirre                                  | Mariano Ernesto Velarde Alzamora                        | Rafael Cabral                                         |
| Dameneinzel  | Gianna Stiglich Guzmán                                 | Fernanda Munar Solimano                                 | Sofia Alonso                                          |
| Dameneinzel  | Gianna Stiglich Guzmán                                 | Fernanda Munar Solimano                                 | Rafaela Munar Solimano                                |
| Herrendoppel | Adriano Viale Aguirre Mariano Ernesto Velarde Alzamora | Cristobal Guzmán-Barrón Lengua Sharum Durand Cárdenas   | Matheus Staropoli Rafael Cabral                       |
| Herrendoppel | Adriano Viale Aguirre Mariano Ernesto Velarde Alzamora | Cristobal Guzmán-Barrón Lengua Sharum Durand Cárdenas   | Mario Saúl Andrade Yanque Valentino Mendoza Tolentino |
| Damendoppel  | Fernanda Munar Solimano Rafaela Munar Solimano         | Gianna Stiglich Guzmán Namie Miyahira Tsukazan          | Ailen Oliva Iona Gualdi                               |
| Damendoppel  | Fernanda Munar Solimano Rafaela Munar Solimano         | Gianna Stiglich Guzmán Namie Miyahira Tsukazan          | Erika Volosova Valeria Pilares Lea                    |
| Mixed        | Gianna Stiglich Guzmán Adriano Viale Aguirre           | Rafaela Munar Solimano Mariano Ernesto Velarde Alzamora | Melanie Mandich Henry Huebla                          |
| Mixed        | Gianna Stiglich Guzmán Adriano Viale Aguirre           | Rafaela Munar Solimano Mariano Ernesto Velarde Alzamora | Fernanda Munar Solimano Sharum Durand Cárdenas        |

## Sieger und Platzierte U15
| Disziplin    | Gold                                                         | Silber                                              | Bronze                                                              |
| ------------ | ------------------------------------------------------------ | --------------------------------------------------- | ------------------------------------------------------------------- |
| Herreneinzel | Willian Guimarães                                            | Rafael Gustavo De Faria                             | Nicolas Oliva                                                       |
| Herreneinzel | Willian Guimarães                                            | Rafael Gustavo De Faria                             | Gustavo Salazar De Souza Peixoto                                    |
| Dameneinzel  | Sayane Regina Silva Lima                                     | Maria Elizabeth Mendonça Ferreira                   | Ariana Airi Moromisato Kina                                         |
| Dameneinzel  | Sayane Regina Silva Lima                                     | Maria Elizabeth Mendonça Ferreira                   | Adriana Bernales Pinillos                                           |
| Herrendoppel | Gustavo Salazar De Souza Peixoto Mariano Novoa Aservi        | Rafael Gustavo De Faria Willian Guimarães           | Henry Huebla Joseph Rodriguez                                       |
| Herrendoppel | Gustavo Salazar De Souza Peixoto Mariano Novoa Aservi        | Rafael Gustavo De Faria Willian Guimarães           | Alejandro Chueca Sánchez Remo Blondet Martínez                      |
| Damendoppel  | Eloa Mayara De Souza Maria Fernanda Oliveira                 | Belen Troncoso Constanza Naranjo                    | Geisa Oliveira Sayane Regina Silva Lima                             |
| Damendoppel  | Eloa Mayara De Souza Maria Fernanda Oliveira                 | Belen Troncoso Constanza Naranjo                    | Andrea Pamela Flores Vasquez De Velasco Ariana Airi Moromisato Kina |
| Mixed        | Ariana Airi Moromisato Kina Gustavo Salazar De Souza Peixoto | Maria Elizabeth Mendonça Ferreira Willian Guimarães | Natalia Roman Joseph Rodriguez                                      |
| Mixed        | Ariana Airi Moromisato Kina Gustavo Salazar De Souza Peixoto | Maria Elizabeth Mendonça Ferreira Willian Guimarães | Andrea Pamela Flores Vasquez De Velasco Mariano Novoa Aservi        |

## Sieger und Platzierte U17
| Disziplin    | Gold                                                          | Silber                                                             | Bronze                                          |
| ------------ | ------------------------------------------------------------- | ------------------------------------------------------------------ | ----------------------------------------------- |
| Herreneinzel | Nicolás Macías                                                | Alonso Medel                                                       | Bruno Mauricio Barrueto Deza                    |
| Herreneinzel | Nicolás Macías                                                | Alonso Medel                                                       | Diego Mauricio Subauste Tokumura                |
| Dameneinzel  | Fernanda Saponara Rivva                                       | Yue Yang                                                           | Micaela Flores                                  |
| Dameneinzel  | Fernanda Saponara Rivva                                       | Yue Yang                                                           | Micaela Fernanda Castillo Salazar               |
| Herrendoppel | Bruno Mauricio Barrueto Deza Diego Mauricio Subauste Tokumura | Nicolás Macías Rodrigo Camogliano Telge                            | Caio Coutinho Leonardo Martelli                 |
| Herrendoppel | Bruno Mauricio Barrueto Deza Diego Mauricio Subauste Tokumura | Nicolás Macías Rodrigo Camogliano Telge                            | Isak Pinheiro De Souza Batalha Lucca Trovarelli |
| Damendoppel  | Stefany Chen Chen Yue Yang                                    | Micaela Fernanda Castillo Salazar Thaina Del Carmen Bellido García | Gabriela Sayuri Sato De Oliveira Manoela Gori   |
| Damendoppel  | Stefany Chen Chen Yue Yang                                    | Micaela Fernanda Castillo Salazar Thaina Del Carmen Bellido García | Fernanda Saponara Rivva Micaela Flores          |
| Mixed        | Fernanda Saponara Rivva Bruno Mauricio Barrueto Deza          | Micaela Flores Diego Mauricio Subauste Tokumura                    | Luiza Beyer Mogk Isak Pinheiro De Souza Batalha |
| Mixed        | Fernanda Saponara Rivva Bruno Mauricio Barrueto Deza          | Micaela Flores Diego Mauricio Subauste Tokumura                    | Stefany Chen Chen Rodrigo Camogliano Telge      |

## Sieger und Platzierte U19
| Disziplin    | Gold                                                 | Silber                                                         | Bronze                                               |
| ------------ | ---------------------------------------------------- | -------------------------------------------------------------- | ---------------------------------------------------- |
| Herreneinzel | Jose Guevara Llatas                                  | Diego Alonso Mini Cuadros                                      | João Marcos Da Silva Moreira                         |
| Herreneinzel | Jose Guevara Llatas                                  | Diego Alonso Mini Cuadros                                      | Vinicius Gori                                        |
| Dameneinzel  | Paula Lucía La Torre Regal                           | Inés Castillo                                                  | Thamires Gonçalves De Oliveira                       |
| Dameneinzel  | Paula Lucía La Torre Regal                           | Inés Castillo                                                  | Manoella Klemz Koepsel                               |
| Herrendoppel | Diego Alonso Mini Cuadros Jose Guevara Llatas        | Gabriel Morales Vinicius Gori                                  | Enzo Vinicius Sugiura Francisco Brandão              |
| Herrendoppel | Diego Alonso Mini Cuadros Jose Guevara Llatas        | Gabriel Morales Vinicius Gori                                  | Lucas Gilinski Da Cunha Matheus Rodriguez Dos Santos |
| Damendoppel  | Inés Castillo Paula Lucía La Torre Regal             | Crislane Bittencourt Dos Santos Thamires Gonçalves De Oliveira | Manoella Klemz Koepsel Mariana Couto                 |
| Mixed        | Paula Lucía La Torre Regal Diego Alonso Mini Cuadros | Crislane Bittencourt Dos Santos João Marcos Da Silva Moreira   | Mariana Couto Vinicius Gori                          |
| Mixed        | Paula Lucía La Torre Regal Diego Alonso Mini Cuadros | Crislane Bittencourt Dos Santos João Marcos Da Silva Moreira   | Thamires Gonçalves De Oliveira Gabriel Morales       |